# Ретенбах (Алгој)
Ретенбах (Алгој) (њем. Röthenbach (Allgäu)) општина је у њемачкој савезној држави Баварска. Једно је од 19 општинских средишта округа Линдау (Бодензе). Према процјени из 2010. у општини је живјело 1.707 становника. Посједује регионалну шифру (AGS) 9776124.

## Географски и демографски подаци
Ретенбах се налази у савезној држави Баварска у округу Линдау. Општина се налази на надморској висини од 663 метра. Површина општине износи 15,0 km². У самом мјесту је, према процјени из 2010. године, живјело 1.707 становника. Просјечна густина становништва износи 114 становника/km².

## Међународна сарадња
| Мјесто | Држава    | Врста сарадње | Од    |
| ------ | --------- | ------------- | ----- |
|        | Француска | партнерство   | 1976. |
|        | Француска | партнерство   | 1989. |
| Извор  |           |               |       |